# 水島朝穂
水島 朝穂（みずしま あさほ、1953年4月3日 - ）は、日本の法学者。専門は、憲法学・法政策論・平和論。特に、日本とドイツを中心に憲法の平和主義、平和の法政策論の研究を行う。学位は、博士（法学）（早稲田大学・論文博士・1997年）（学位論文「現代軍事法制の研究 -脱軍事化への道程」）。早稲田大学法学学術院名誉教授。

## 来歴
- 東京都府中市生まれ。
- 1972年 - 東京都立国立高等学校卒業[1]
- 1976年 - 早稲田大学法学部卒業[1]
- 1978年 - 早稲田大学大学院法学研究科修士課程修了[1]
- 1983年 - 早稲田大学大学院法学研究科博士課程単位取得退学[1]
- 1983年 - 札幌商科大学商学部助教授[1]
- 1984年 - 札幌学院大学法学部助教授（法学部新設、校名変更により）[1]
- 1989年 - 広島大学総合科学部助教授[1]
- 1996年 - 早稲田大学法学部教授[1]
- 1997年 - 博士（法学、早稲田大学）[1]。5月3日 - コントグループ「ザ・ニュースペーパー」による公演「憲法施行50年の『夜』」（東京・イイノホール）の企画・脚本執筆・監修を行う。
- 1999年3月 - ドイツ・ボン大学公法研究所（J. Isensee教授）で在外研究（2000年3月末まで）[1]
- 2004年9月 - 早稲田大学法学学術院教授[1]
- 2024年3月 - 早稲田大学法学学術院教授を定年退職[1]
- 2024年4月 - 早稲田大学名誉教授

## 受賞歴
- 1978年、小野梓記念学術賞 - 「西ドイツ政党禁止法制の憲法的問題性――ボン基本法第21条第2項を中心に」[3]。

## 人物像
- 趣味はドライブ、山歩き、音楽鑑賞（日本ブルックナー協会（解散済み）会員）。
- 『世界』や『週刊金曜日』、新聞各紙で積極的に発言するとともに、弁護士会、司法書士会などでも頻繁に講演。年間、全国各地で20回以上行う[4]。
- 1985年以来の「親指シフター」[4]。
- 公式サイトの「今週の直言」は毎週更新されているが「ブログではない」と明言している[5]。

## 著書
著書・共著は合計80冊以上（分担執筆書を含む）。論文、評論、書評、新聞連載、エッセー等多数。

### 単著
- 『ベルリン・ヒロシマ通り - 平和憲法を考える旅』（中国新聞出版部、1994年）
- 『現代軍事法制の研究 - 脱軍事化への道程』（日本評論社、1995年）
- 『武力なき平和 - 日本国憲法の構想力』（岩波書店、1997年）
- 『この国は「国連の戦争」に参加するのか - 新ガイドライン・周辺事態法批判』（高文研、1999年）
- 『同時代への直言 - 周辺事態法から有事法制まで』（高文研、2003年）
- 『憲法「私」論 - みんなで考える前にひとりひとりが考えよう』（小学館、2006年）
- 『時代を読む - 新聞を読んで1997－2008』（柘植書房新社、2009年）
- 『18歳からはじめる憲法』（法律文化社、2010年）
- 『東日本大震災と憲法 - この国への直言』（早稲田大学出版部、2012年）
- 『はじめての憲法教室――立憲主義の基本から考える』（集英社新書、2013年）
- 『戦争とたたかう――憲法学者・久田栄正のルソン戦体験』（岩波文庫、2013年）
- 『ライブ講義　徹底分析！集団的自衛権』（岩波書店、2015年）
- 『平和の憲法政策論』（日本評論社、2017年）
- 『憲法の動態的探究――「規範」の実証』（日本評論社、2023年）

### 共著
- （久田栄正）『戦争とたたかう - 憲法学者のルソン島戦場体験』（日本評論社、1987年）
- （石川真澄・鷲野忠男・渡辺治）『日本の政治はどうかわる - 小選挙区比例代表制』（労働旬報社、1991年）
- （山内徳信）『沖縄・読谷村の挑戦 - 米軍基地内に役場をつくった』（岩波書店 岩波ブックレット、1997年）
- （早稲田大学法学部主催―横川敏雄記念講座）『司法制度改革と市民の視点』（成文堂、2001年）
- （加藤周一・井上ひさし・樋口陽一）『暴力の連鎖を超えて - 同時テロ、報復戦争、そして私たち』（岩波書店、2002年）
- 『有事法制批判』（岩波新書、2003年）
- 『改憲は必要か』（岩波新書、2004年）
- （大前治）『検証　防空法――空襲下で禁じられた避難』（法律文化社、2014年）

### 編著
- 『ヒロシマと憲法』（法律文化社、1990年／新版、1994年／第3版、1997年／第4版、2003年）
- 『きみはサンダーバードを知っているか』（日本評論社）
- 『知らないと危ない「有事法制」』（現代人文社、2002年）
- 『世界の「有事法制」を診る』（法律文化社、2003年）
- 『改憲論を診る』（法律文化社、2005年）
- 『立憲的ダイナミズム』（岩波書店、2014年）

### 共編著
- （仲地博）『オキナワと憲法 - 問い続けるもの』（法律文化社、1998年）
- （森英樹・渡辺治）『グローバル安保体制が動きだす - あたらしい安保のはなし』（日本評論社、1998年）
- （愛敬浩二・諸根貞夫）『現代立憲主義の認識と実践 - 浦田賢治先生古稀記念論文集』（日本評論社、2005年）
- 『三省堂新六法』（三省堂、2000～2011年）
- （深瀬忠一・上田勝美・稲正樹)『平和憲法の確保と新生』（北海道大学出版会、2008年）
- （福島重雄・大出良知)『長沼事件、平賀書簡――35年目の証言』（日本評論社、2009年）
- （金澤孝)『憲法裁判の現場から考える』（成文堂、2011年）

### 連載
- 『三省堂ぶっくれっと』 - 「防空法制下の庶民生活」連載完結。
- 『法学セミナー』 - 1997年4月号より1998年3月号まで「現場からの憲法学」連載。
- 『月報司法書士』（日本司法書士会連合会） - 2003年2月号より2005年7月号まで「憲法再入門Ⅰ・Ⅱ」連載

## 出演
NHKテレビ「視点・論点」、NHK衛星第一放送「BS討論」、NHKラジオ第一放送「新聞を読んで」レギュラー（「ラジオあさいちばん」内、1997-2011番組終了）のほか、TBSやテレビ朝日、文化放送等のニュースコメント、テレビ朝日『朝まで生テレビ!』などに出演。

## 社会的活動
- 全国憲法研究会運営委員（1997年 - ）、憲法理論研究会運営委員（1994年 - ）、憲法理論研究会運営委員長（代表、2010年10月 - 2012年10月）、全国憲法研究会代表（2013年10月 - 2015年10月）、日本国際法律家協会理事、日本民主法律家協会常任理事、法律時報編集委員（2001年12月 - 2003年12月）、憲法再生フォーラム共同代表並びに事務局長（2004年10月 - 2005年9月）、法学館憲法研究所客員研究員、特定非営利活動法人 人権・平和国際情報センター理事。元[要出典]民主主義科学者協会法律部会理事[6]。
- 早稲田大学教員組合書記長（2001年6月 - 2002年10月）、法学部法律科目人事委員会委員長（2007年度）、法学研究科学生委員長、比較法研究所出版・編集委員長、法学部公認公法研究会会長、早稲田大学フィルハーモニー管弦楽団会長。
- 参議院憲法調査会参考人（2003年）、参議院外交防衛委員会参考人（2006年）、衆議院海賊行為・テロ特別委員会参考人（2009年）、参議院憲法審査会参考人（2015年）。